# 雲麟
雲麟（1789年—1855年），字翥青、兰舫，号梅癡，邱姓，内务府汉军正黄旗人（属内务府正黄旗汉姓满洲旗人）。清朝官员、进士出身。

## 生平
嘉慶十五年顺天乡试中举，十九年（1814）登進士。初任陕西白河縣、三原縣等縣知縣。嘉慶二十三年，陝西鄉試同考官。后任陕西孝義廳同知、署西安府理事同知，道光7年赴喀什噶爾軍營辦理糧臺事務、賞戴花翎，道光十年汉中府知府、道光十三年（1833）署西安府知府，道光十八年丁憂，道光二十年山西平阳府知府，二十一年甘肃寧夏道、蘭州道、道光二十二年至二十五年鎮迪道（駐迪化州鞏寧城）、二十五年安肅道，道光二十七年擢甘肃按察使，署甘肅布政使。道光二十八年六月初七（1848年7月7日），升任廣西布政使，二十九年任陝西布政使，道光三十年（1850年）因病解职。咸丰五年（1855）卒于旅途。亲家镶白旗满洲、迪化直隶州（迪化府）知州彦佳氏成瑞（胞弟进士敬和）作长歌《途次潼关哭云兰舫》（载成瑞《薜荔山莊詩文稿》）。
道光二十二年（1842），林则徐谪戍伊犁，中途停留兰州，出兰州西关，答拜兰州道云麟，参观汇园（云麟之寓园），写道，“其地依山面河，有亭榭花木之胜”（据《林则徐在伊犁》、《林則徐集：日記》）。林则徐在兰州停留期间，展示了自己收藏的劉墉 (清朝)82岁行书手卷《杜甫诗十首》，在场欣赏的有镶红旗满洲、嘉庆十八年举人、陕甘总督纳音富察氏富呢扬阿（字艺林，号海帆，有现代版《陕甘总督任内奏稿》，2005；祖父湖广总督富明安）、甘肅布政使程德润（字玉樵）、蘭州道云麟等，富呢扬阿代表大家在诗卷中作了书法题识。陕甘总督富呢扬阿在宴请林则徐时，展示了自己收藏的赵孟頫书写的《松江宝云寺记》墨迹本真迹（据《古西行记选注》，1987）。
道光二十三年（1843）癸卯七月，迪化直隶州（迪化府）知州、镶白旗满洲彥佳氏成瑞（胞弟进士敬和；成瑞的迪化州知州继任、鑲黃旗滿洲呢瑪察氏舒通阿，与云麟系亲家）在乌鲁木齐为来访的云麟作诗“癸卯七月招诸友陪云兰舫观察讌集城东雷氏水榭”（载成瑞《薜荔山莊詩文稿》）。
道光二十八年（1848）戊申2月19日，甘肃按察使云麟、甘肃总兵官索文（后任甘肃提督，其子索焕章原任乌鲁木齐绿营署理中军提标参将）奏请捐修乌鲁木齐城垣。

## 家庭
- 祖父武達塞，乾隆十二年（1747年）丁卯科举人，杭州织造处六品司库。母李佳氏（父德寧，胞兄五十）。
- 父福慶（字介村），乾隆三十九年（1774）甲午科舉人（与胞兄德生顺天乡试同榜，时隶内务府正黄旗第五叅領第二旗鼓佐領楊作新下，据《钦定八旗通志》科举；楊作新系内务府镶黄旗汉军、道光二十五年（1845年）乙巳恩科进士宜振之高祖），曾任内务府正黄旗第四叅領第一旗鼓佐領（据《钦定八旗通志》），官江南河务同知；原配妻謝氏（父哈豐阿）、继妻董氏（父董廣煇）。福慶交友内务府正黄旗蒙古诗人法式善，后者有诗“访邱介村福庆不值”，“寄邱介村”等（据《法式善诗文集》），法式善在德生后一届即乾隆四十五年取得进士。福慶的诗作录于正黄旗满洲铁保的《欽定熙朝雅頌集》。
- 母谢氏（父哈豐阿）。继母董氏（父董廣煇）。
- 叔父德生，乾隆四十三年戊戌科进士。
- 堂弟景星，道光六年丙戌科进士，授世袭雲騎尉。其女邱氏，二继嫁正蓝旗汉军、光緒二年丙子恩科進士胡俊章。
- 堂亲德荫，道光二十四年甲辰科进士，山西知府、河南按察使。
- 胞兄魁麟。其子裕堃，陝西后補知州。石麟，墨麟。
- 原配妻富察氏（父慶玉），继妻伊爾根覺羅氏（父富森阿），庶妻劉氏。
- 子：
  - 裕恭，安徽鳳陽府知府。妻李氏（父内务府正白旗汉军、道光壬午（1822）进士、西安府知府李希曾，祖父嘉慶十三年進士李恩繹，堂姊李氏原配嫁正蓝旗汉军进士胡俊章）。其子咸豐元年辛亥顺天乡试恩科举人開壽（字文石，號眉卿）。女邱氏，嫁內務府正白旗漢軍李氏繼芳（其父總管內務府大臣、吏部左侍郎基溥，胞侄光緒九年（1883年）癸未科进士熙麟 (光緒進士)）。
  - 裕勳（字叔銘，号子猷，1831-？），咸丰二年壬子（1852）顺天乡试举人（隶内务府正黄旗汉军宽惠佐领下；与堂妹夫、正蓝旗汉军进士胡俊章顺天乡试同榜），光绪八年河南西华县知县。妻张氏；其父内务府正白旗汉军、甘肃哈密通判壽昌；胞叔内务府御茶膳房尚茶正禄常，其女张氏嫁内务府正白旗汉军、咸豐十年（1860年）庚申恩科进士李祉（祖父嘉慶十三年（1808年）戊辰科进士李恩繹）。
  - 裕凱，同治七年山东巨野县知县。妻呢瑪奇氏（又呢瑪察氏、尼馬察氏，姓氏载《八旗满洲氏族通谱》卷39；其父鑲黃旗滿洲、甘肃迪化（今烏魯木齊市）直隸州知州舒通阿（字子孚）；祖父呢瑪善（？-1824，字玉亭），袭騎都尉世职，頭等侍衞、太子少保、成都將軍（嘉庆25年-道光4年任）署四川總督，紫禁城內騎馬，賜祭葬，諡勤襄（载《清實錄道光朝實錄》），辑《戰守輯畧》不分卷（清道光四年刻本）；曾祖常勇巴圖魯、壯節公達三泰（原名達音泰，？-1798），护军参领、甘肅提督，从征廓尔喀有功，阵亡于川东，入祀昭忠祠，授騎都尉兼雲騎尉世職，谥壯節，《清史稿：列传一百三十六》、《國史列傳》有传，进士蔡之定于嘉庆五年（1800）恭撰御制《甘肅提督達三泰碑文》）。
  - 裕諴，裕英，裕頤，裕芬。
- 女邱氏，嫁镶白旗满洲彦佳氏玉树（父迪化直隶州（迪化府）知州、陝西潼商道成瑞，著《薜荔山莊詩文稿》；胞叔道光二十年（1840年）庚子科进士敬和）。